# Андреј Костић (фудбалер)
Андреј Костић (Подгорица, 16. јануар 2007) црногорски је фудбалер који тренутно наступа за Партизан.

## Каријера
Костић је прошао омладинску школу подгоричке Будућности где је заиграо и за први тим. Ту је током такмичарске 2024/25. у Првој лиги Црне Горе одиграо 20 утамкмица на којима је постигао 4 поготка. На тај начин је допринео освајању шампионске титуле по окончању сезоне.
Почетком лета 2025. године, прешао је у Партизан с којим је потписао петогодишњи уговор. Потпредседник тог клуба, Предраг Мијатовић, изјавио је да је обештећење износило мање од милион евра, колико су раније пренели медији. У уговор је додата излазна клаузула од 20 милиона евра. Званично је дебитовао на првој утакмици првог кола квалификација за Лигу Европе, против АЕК-а из Ларнаке, ушавши у игру у 75. минуту уместо Јована Милошевића. Свој први погодак у дресу новог клуба Костић је постигао на отварању сезоне 2025/26. у Суперлиги Србије, за минималну победу над Железничаром у Панчеву.

## Репрезентација
Прошавши све млађе репрезентативне узрасте Црне Горе, Костић је био део генерације која је по први пут остварила пласман на Европско првенство за играче до 19 година старости. Током јуна 2025. одиграо је све три утакмице групне фазе тог такмичења, а био је и асистент код јединог поготка који је његов тим постигао на завршном турниру.

## Статистика

### Клупска
Ажурирано 18. августа 2025.
|                     |          |                     |    |   |   |   |   |   |   |   |    |   |  |  |
| Будућност Подгорица | 2023/24. | Прва лига Црне Горе | 2  | 0 | — | — | — | — | — | — | 2  | 0 |  |  |
| Будућност Подгорица | 2024/25. | Прва лига Црне Горе | 20 | 4 | 1 | 1 | 1 | 0 | — | — | 22 | 5 |  |  |
| Будућност Подгорица | Укупно   | Укупно              | 22 | 4 | 1 | 1 | 1 | 0 | — | — | 24 | 5 |  |  |
|                     |          |                     |    |   |   |   |   |   |   |   |    |   |  |  |
| Партизан            | 2025/26. | Суперлига Србије    | 4  | 4 | 0 | 0 | 6 | 0 | — | — | 10 | 4 |  |  |
|                     |          |                     |    |   |   |   |   |   |   |   |    |   |  |  |
| Каријера            | Каријера | Каријера            | 26 | 8 | 1 | 1 | 7 | 0 | — | — | 34 | 9 |  |  |
|                     |          |                     |    |   |   |   |   |   |   |   |    |   |  |  |

## Трофеји, награде и признања
Будућност Подгорица
- Прва лига Црне Горе: 2024/25.[4]